# Девито
Давид Љубеновић (Крагујевац, 9. мај 1995), познатији као Девито, српски је репер. Истакао се 2018. као фотограф и редитељ музичких спотова. Познат по томе што носи балаклаве у јавности и никада није јавно показао своје лице.

## Биографија
Давид Љубеновић је рођен 9. маја 1995. године у Крагујевцу. На почетку каријере се бавио фотографисањем и имао фото-студио. Убрзо након тога је почео да се озбиљније бави снимањем и продукцијом, па се из Крагујевца преселио у Београд. У Београду је почео да сарађује са познатим музичарима, којима је снимао видео спотове. Недуго потом основао је сопствену продуцентску кућу под називом DaVideo. У оквиру продуцентске куће креирао је видео-спотове за велики број српских музичара, међу којима су и Аца Лукас, Вук Моб, Милица Павловић, MC Stojan, Сандра Африка и други.
Поред фотографске каријере, Давид је у Крагујевцу реповао и повремено наступао у Дому омладине. Музиком је озбиљније почео да се бави након пресељења у Београд. Међутим, како би раздвојио ова два посла и како би спречио да његов физички изглед утиче на било који начин на популарност песама, Давид је почео да своје песме објављује под псеудонимом Девито, а у спотовима се појављивао искључиво с балаклавом. У музичке воде ушао је дуетом са Леоном и то на песми Алал вера објављеној марта 2018. године. Он је јануара 2019. године објавио своју прву соло песму под називом Barbie, а издата је за Bassivity Digital. Потом је објавио још неколико синглова, укључујући и песму Ух, која је његова најпопуларнија песма досад. У оквиру пројекта за серију Јужни ветар, почетком 2020. године објавио је песму Кока која је коришћена као одјавна шпица за једну од епизода.
Почетком 2023. изразио је подршку правима ЛГБТ+ особа у Србији након што га је репер Мили оптужио да је прикривени геј мушкарац.

## Дискографија

### Албуми
- Плава крв (2023)
- Нема спавања (2025)

### Мини-албуми
- Леден (2022)

### Синглови
- Алал вера (ft. Леон, 2018)
- Barbie (2019)
- GTA (ft. Индођија, 2019)
- Лила (2019)
- Одузет (2019)
- Ух (2019)
- Алигатори (2019)
- Магичан цвет (2020)
- Бебе (2020)
- Кока (2020)[10]
- Вуду (ft. Теодора, 2020)
- Flex (2020)
- Austria (ft. Mike Ride, 2020)
- Offline (ft. Реља Поповић, 2020)
- Нина (2021)
- Drug Like This (ft. The Eurotrip! [US Artist] , 2021)
- Маме Ми (2021)
- Ју (2021)
- Тело (2021)
- Rame (2021)
- Get together (ft. David Guetta) - Tuborg Open Mix (2021)
- Mamacita (Aleksa Remix, 2021)
- Drip Drip (ft. Corona, 2021)
- Розе (ft. Jala Brat, Buba Corelli, 2021)
- Верна (2022)
- Омађијала (ft. Реља Поповић, 2022)
- До Зоре (ft. Реља Поповић, 2022)
- Марина (2022)
- Љубав (ft. Николија, 2022)
- Нико неће (ft. JMTradee, 2022)
- 25 миља (ft. Igor Buzov, 2022)
- Омађијала (ft. Реља Поповић, Aleksa Remix, 2022)
- Хит (Remix, 2022)
- Shake It (ft. Jala Brat, 2022)
- Карамела (ft. Jala Brat, Buba Corelli, 2023)
- Мили Мили (2023)
- Нина (Rock Version, 2023)
- Taperamento (ft. Fy, 2023)
- Непогрешиво (ft. Јелена Карлеуша, 2023)